# Scott Plank
Scott Plank, születési nevén: Scott Chapman Plank (Washington, 1958. november 11. – Los Angeles, Kalifornia, 2002. október 24.) amerikai színész.

## Élete és pályafutása
Scott Plank Washingtonban született, kezdetben színházi, majd televíziós és mozifilmes színész lett. Olyan ismert sorozatokban szerepelt, mint a Miami Vice, Merlos Place vagy az Air America. Számos játékfilmben is szerepelt, például Michael Mann Made in L.A. című tévéfilmjében Plank játszotta Vincent Hanna őrmestert, akit a film 1995-ös újrafeldogozásában (Szemtől szemben) már Al Pacino alakított. Utolsó játékfilmje a Stanley, a szerencse fia aminek a stáblistáján emlékeztek meg az elhunyt Plankről.

## Halála
A Plank Los Angelesben halt meg. Halálát autóbalesetből származó sérülés okozta a baleset után három nappal, 2002. október 24-én.

## Fontosabb filmjei
| Év        | Cím                                                                                     | Szerep                 | Megjegyzés, szinkron                          |
| --------- | --------------------------------------------------------------------------------------- | ---------------------- | --------------------------------------------- |
| 1984–1989 | Miami Vice                                                                              | Glen McIntyre nyomozó  | Red Tape című részben                         |
| 1985      | Tánckar (A Chorus Line)                                                                 | Táncos                 |                                               |
| 1988      | Belső körök (The In Crowd)                                                              | Dugan                  |                                               |
| 1989      | Made in L.A. (L.A. Takedown)                                                            | Vincent Hanna őrmester | TV-film, Csernák János                        |
| 1989      | Wired                                                                                   | Herb Axelson           |                                               |
| 1990      | Panama Sugar                                                                            | Panama                 |                                               |
| 1991      | A játék öröme (Pastime)                                                                 | Randy Keever           |                                               |
| 1992      | Mr. Baseball                                                                            | Ryan Ward              | Holl Nándor                                   |
| 1992-1995 | Vörös cipellők (Red Shoe Diaries)                                                       | Nick / Zach            | 2 részben                                     |
| 1993      | Figyelmeztetés nélkül: Rémület a toronyházakban (Without Warning: Terror in the Towers) | Ryan Ward              | TV-film, Zalán János                          |
| 1994      | Gyilkos sorok (Murder, She Wrote)                                                       | Buzz Berkeley          | Northern Explosion című részben               |
| 1994      | Walker, a texasi kopó (Walker, Texas Ranger)                                            | Virgil Enders          | Branded című részben                          |
| 1995      | Bizonyíték nélkül (Without Evidence)                                                    | Kevin Francke          |                                               |
| 1996      | Haditörvény (Marshal Law)                                                               | Randall Nelson         |                                               |
| 1996      | American Strays                                                                         | Sonny                  |                                               |
| 1996      | Co-ed Call Girl                                                                         | Ron Tamblin            |                                               |
| 1997–1998 | Melrose Place                                                                           | Nick Reardon           | 12 részben                                    |
| 1997      | Bázis a Holdon (Moonbase)                                                               | John Russell           |                                               |
| 1998      | Air America                                                                             | Wiley Ferrell          | 26 részben                                    |
| 1999      | Titkok gyermeke (Three Secrets)                                                         | Gil                    | TV-film                                       |
| 1999      | Vészhelyzet (ER)                                                                        | Chris Hunegs           | Leave It to Weaver című részben               |
| 2000–2001 | Baywatch                                                                                | Samuel "Sam" Parks     | 4 részben                                     |
| 2001      | V.I.P. – Több, mint testőr (VIP)                                                        | Dex Decker             | Val in Space című részben                     |
| 2001      | Jeges halál (The Flying Dutchman)                                                       | Ethan                  |                                               |
| 2001      | New York rendőrei (NYPD Blue)                                                           | Randy Berryhill        | Baby Love című rászben                        |
| 2001–2003 | Az ügyosztály (The Division)                                                            | John Exstead, Jr.      | 6 részben                                     |
| 2002      | CSI: A helyszínelők (CSI: Crime Scene Investigation)                                    | Eric Kevlin            | Chasing the Bus című részben                  |
| 2003      | Stanley, a szerencse fia (Holes)                                                        | Trout Walker           | A stáblistán megemlékeztek az elhunyt Plankre |
| 2005      | Az utolsó 48 óra (Guns Before Butter)                                                   | Teddy                  | Csuja Imre                                    |

## Fordítás
- Ez a szócikk részben vagy egészben  a   Scott Plank című angol Wikipédia-szócikk fordításán alapul.  Az eredeti cikk szerkesztőit annak laptörténete sorolja fel. Ez a jelzés csupán a megfogalmazás eredetét és a szerzői jogokat jelzi, nem szolgál a cikkben szereplő információk forrásmegjelöléseként.